# Municipio de Jackson (condado de Vinton)
El municipio de Jackson (en inglés: Jackson Township) es un municipio ubicado en el condado de Vinton en el estado estadounidense de Ohio. En el año 2010 tenía una población de 741 habitantes y una densidad poblacional de 7,62 personas por km².

## Geografía
El municipio de Jackson se encuentra ubicado en las coordenadas 39°19′26″N 82°34′50″O / 39.32389, -82.58056. Según la Oficina del Censo de los Estados Unidos, el municipio tiene una superficie total de 97.25 km², de la cual 97,18 km² corresponden a tierra firme y (0,07 %) 0,07 km² es agua.

## Demografía
Según el censo de 2010, había 741 personas residiendo en el municipio de Jackson. La densidad de población era de 7,62 hab./km². De los 741 habitantes, el municipio de Jackson estaba compuesto por el 97,57 % blancos, el 0,4 % eran afroamericanos, el 0,54 % eran amerindios, el 0,81 % eran asiáticos y el 0,67 % eran de una mezcla de razas. Del total de la población el 0 % eran hispanos o latinos de cualquier raza.